# James Foster
James Foster (Glasgow, 13 september 1905 - Winnipeg, 4 januari 1969) was een Britse ijshockeyspeler. 
Foster verhuisde op jonge leeftijd naar Canada waar hij ijshockey ging spelen als doelman. Foster speelde voor de Moncton Hawk, deze ploeg won in 1933 en 1934 het amateurkampioenschap van Canada de Allan Cup. In deze twee jaar speelde hij 219 van de 220 wedstrijden. Foster hield zijn doel 417 minuten schoon voor de Moncton Hawk. 
Foster nam namens het Verenigd Koninkrijk deel aan de Olympische Winterspelen 1936 in het Duitse Garmisch-Partenkirchen. In zeven wedstrijden kreeg Foster drie doelpunten tegen. Foster won met de Britse ploeg de gouden medaille, dit was de eerste maal dat de Canadese ploeg niet de gouden medaille won.